# Мало-Жирово
Ма́ло-Жи́рово (Маложирово) — деревня в Асиновском районе Томской области, Россия. Входит в состав Ягодного сельского поселения.

## География
Деревня находится у слияния рек Кайба и Латат. Через Мало-Жирово из Томска проходит автодорога (ответвление трассы Р400), затем (в Больше-Дорохове) разделяющаяся на две — в Асино и в Зырянское.

## История
Основана в 1801 г. В 1926 году село Мало-Жирово состояло из 190 хозяйства, основное население — русские. В административном отношении являлось центром Мало-Жировского сельсовета Ново-Кусковского района Томского округа Сибирского края.

## Население
| 1926 | 1939 | 1959 | 1970 | 1979 | 1989 | 2002 |
| ---- | ---- | ---- | ---- | ---- | ---- | ---- |
| 1081 | ↘487 | ↗573 | ↗598 | ↘444 | ↗512 | ↘464 |
| 2010 | 2012 | 2013 | 2014 | 2015 | 2019 | 2021 |
| ↘436 | ↘429 | ↗438 | ↘437 | ↘432 | ↘363 | ↗380 |

## Социальная сфера и экономика
В деревне работает центр досуга, начальная школа, библиотека, фельдшерско-акушерский пункт и оздоровительно-реабилитационное учреждение.
Действуют несколько частных предпринимателей, работающих в сфере сельского хозяйства и розничной торговли.